# Sokił Kijów

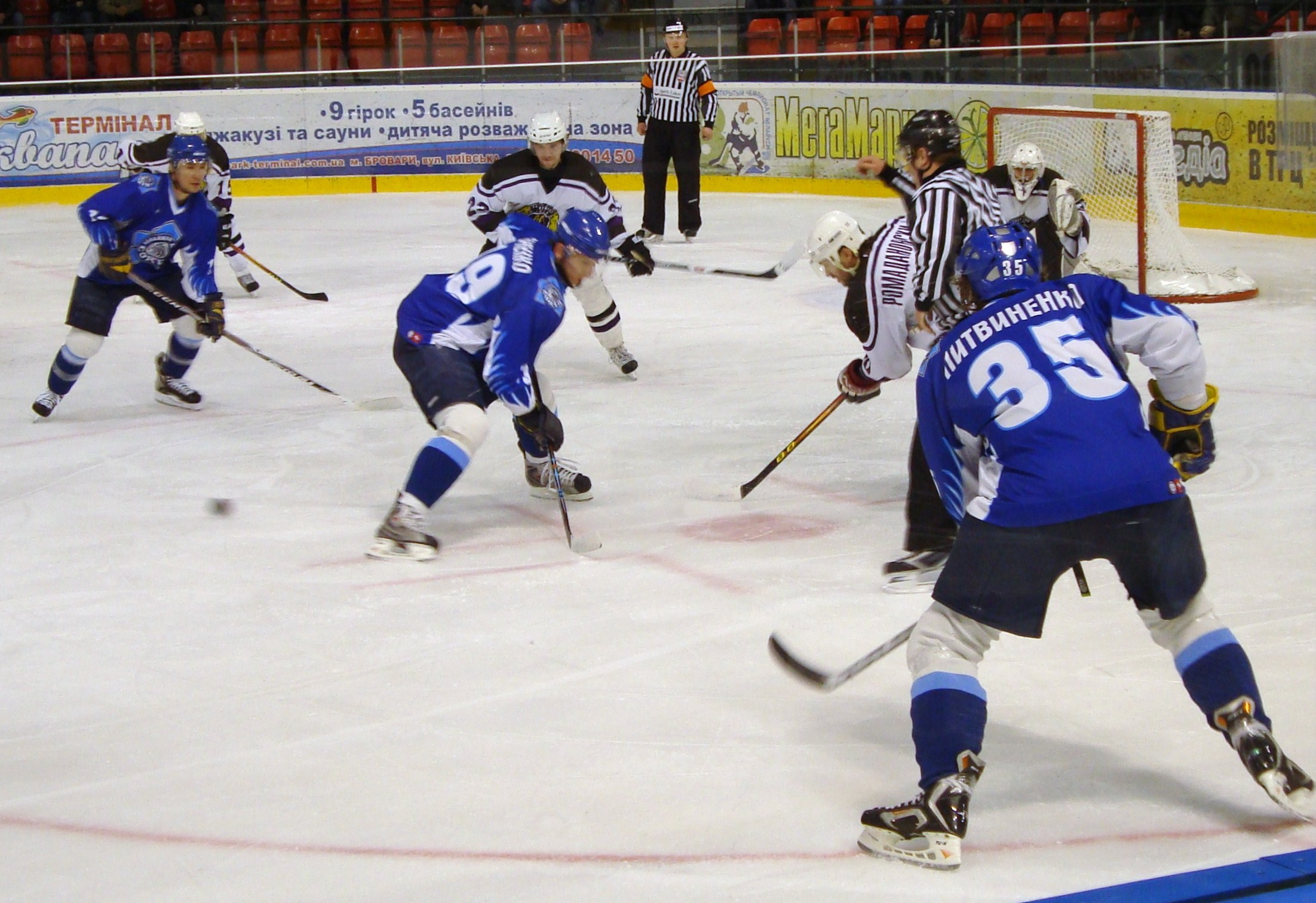
Sokił podczas meczu z Chimwołokno Mohylew 2 marca 2010.

Sokił Kijów (ukr. Хокейний клуб «Сокіл» Київ) – ukraiński klub hokeja na lodzie z siedzibą w Kijowie.

## Historia
Klub został założony latem 1963 jako Dynamo Kijów. Klub zakwalifikował się do Pierwszej Ligi Mistrzostw ZSRR. W 1965 awansował do Wyższej Ligi Mistrzostw ZSRR. W 1970 klub zajął 12. miejsce i spadł do Pierwszej Ligi Mistrzostw ZSRR.
W 1973 klub został rozwiązany, a jego miejsce zajął nowo utworzony klub Sokił Kijów, który w 1979 ponownie awansował do Wyższej Ligi Mistrzostw ZSRR. W latach 1991–1992 występował w Wyższej Lidze Mistrzostw WNP. W 1992-1993 nazywał się Sokił-Eskułap Kijów. Klub występował również w Międzynarodowej Lidze Hokejowej (1992-1996), Wschodnioeuropejskiej Lidze Hokejowej (1996-2004), Białoruskiej Ekstralidze (2004-2010). W latach 2007–2011 klub występował w Rosyjskiej Ekstralidze. Do 2011 klub brał udział w rozgrywkach ukraińskiej Wyższej Ligi, którą w 2011 zastąpiła Profesionalna Chokejna Liha.
W 2020 podjęto reaktywację seniorskiej drużyny Sokiła, dyrektorem klubu został Kostiantyn Simczuk, prezydentem drużyny Ołeksij Żytnyk, a głównym trenerem Ołeh Szafarenko. W sierpniu 2020 potwierdzono zgłoszenie klubu do edycji UHL 2020/2021, gdzie deklarowano grę drużyny opartej na juniorach. Zespół nazwano MHK Sokił Kijów. W pierwszym sezonie po reaktywacji 2020/2021 Sokił zdobył tytuł wicemistrzowski. W kolejnej edycji 2021/2022 1 grudnia 2021 głównym trenerem został ogłoszony Białorusin Aleh Mikulczyk. W trakcie tego sezonu doszło do rozpadu ligi, a następnie przerwania rozgrywek wskutek inwazji Rosji na Ukrainę, po czym Sokiłowi uznaniowo przyznano złoty medal. Z tego tytułu drużyna pierwotnie została zakwalifikowana do Pucharu Kontynentalnego 2022/2023, jednak z uwagi na trudności finansowe wycofana i rywalizacji (miejsce Sokiłu zajął wicemistrz HK Krzemieńczuk). Przed sezonem 2022/2023 obowiązki głównego trenera objął K. Simczuk, a jest asystentami zostali Artem Bondariew i Andrij Sawczenko.

## Sukcesy
- Brązowy medal mistrzostw ZSRR: 1985
- Finał Pucharu Spenglera: 1986
- Puchar Tatrzański: 1989
- Złoty medal Wschodnioeuropejskiej Ligi Hokejowej: 1998, 1999
- Srebrny medal Wschodnioeuropejskiej Ligi Hokejowej: 1997, 2000
- Brązowy medal Wschodnioeuropejskiej Ligi Hokejowej: 2001, 2003
- Puchar Wschodnioeuropejskiej Ligi Hokejowej: 1998, 1999
- Złoty medal mistrzostw Ukrainy: 1993, 1995, 1997, 1998, 1999, 2003, 2004, 2005, 2006, 2008, 2009, 2010, 2022, 2023, 2024
- Srebrny medal mistrzostw Ukrainy: 1994, 2000, 2001, 2002, 2011, 2012, 2021
- Brązowy medal mistrzostw Ukrainy: 2013, 2014, 2025
- Puchar Ukrainy: 2007
- 1/8 finału mistrzostw Rosji: 2008
- Czwarte miejsce ekstraligi białoruskiej: 2005
- Grupowy turniej półfinałowy Pucharu Mistrzów IIHF: 1993, 1995, 1996
- Runda półfinałowa Pucharu Kontynentalnego: 2002/03, 2004/05, 2006/07

## Szkoleniowcy
Od 1994 do 2011 przez 17 lat głównym trenerem drużyny był Aleksandr Sieukand (do tego czasu jego asystentem był Anatolij Stepanyszczew).

## Zawodnicy
Klub zastrzegł pięć numerów byłych hokeistów klubu, którzy pozostawili znaczący ślad w jego historii:
- 8 - Dmytro Chrystycz (6 lat)
- 11 - Anatolij Stepanyszczew (12 lat)
- 13 - Ołeksij Żytnyk (2 lata)
- 14 - Wałerij Szyriajew (9 lat)
- 22 - Jurij Szundrow (12 lat)